# Nike, Inc.
Nike, Inc. (NYSE NKE) és una companyia americana que fabrica roba d'esport i equipament esportiu. La seu central està situada a Beaverton (Oregon), prop de l'àrea metropolitana de Portland. És la major productora de calçat atlètic i roba esportiva del món.
La companyia fou fundada com Blue Ribbon Sports per Bill J. Bowerman i Philip H. Knight. Posteriorment, l'any 1978, va esdevenir Nike, nom basat en Nice, deessa grega de la victòria.
El 8 de juliol de 2003 l'empresa va comprar Converse 305 milions de dòlars i Umbro el 2007 per 285 milions de lliures esterlines.

## Història
Va ser fundada per Bill J. Bowerman i Philip H. Knight, graduats a la Universitat d'Oregon, quan va viatjar al Japó per tal d'obtenir la distribució per Sud-àfrica del calçat Tiger de la signatura Onitsuka, aleshores un dels més reconeguts. Knight va aconseguir la distribució que va efectuar sota el nom als Estats Units de Blue Ribbon Sports o BRS. No va ser fins a mitjans de la dècada de 1960 que l'antic entrenador de Knight s'uneix a l'empresa, aportant la seva filosofia sobre l'esport i el seu coneixement tècnic sobre l'esport. En aquesta època es funda la marca i Knight es converteix en la principal font de desenvolupaments per a la companyia. Bill Bowerman, entrenador de l'equip d'atletisme de la universitat d'Oregon, inventa les sabatilles amb sola «waffle» (gofre). Obsessionat pel pes de les sabates esportives, un dia fon cautxú en una màquina de gofres i resultava lleugera i amb excel·lent tracció. Alguns models de sabatilles dels anys 70: LD-1000, Daybreak, Oregon Waffle, Nylon Cortez i Waffle Racer.

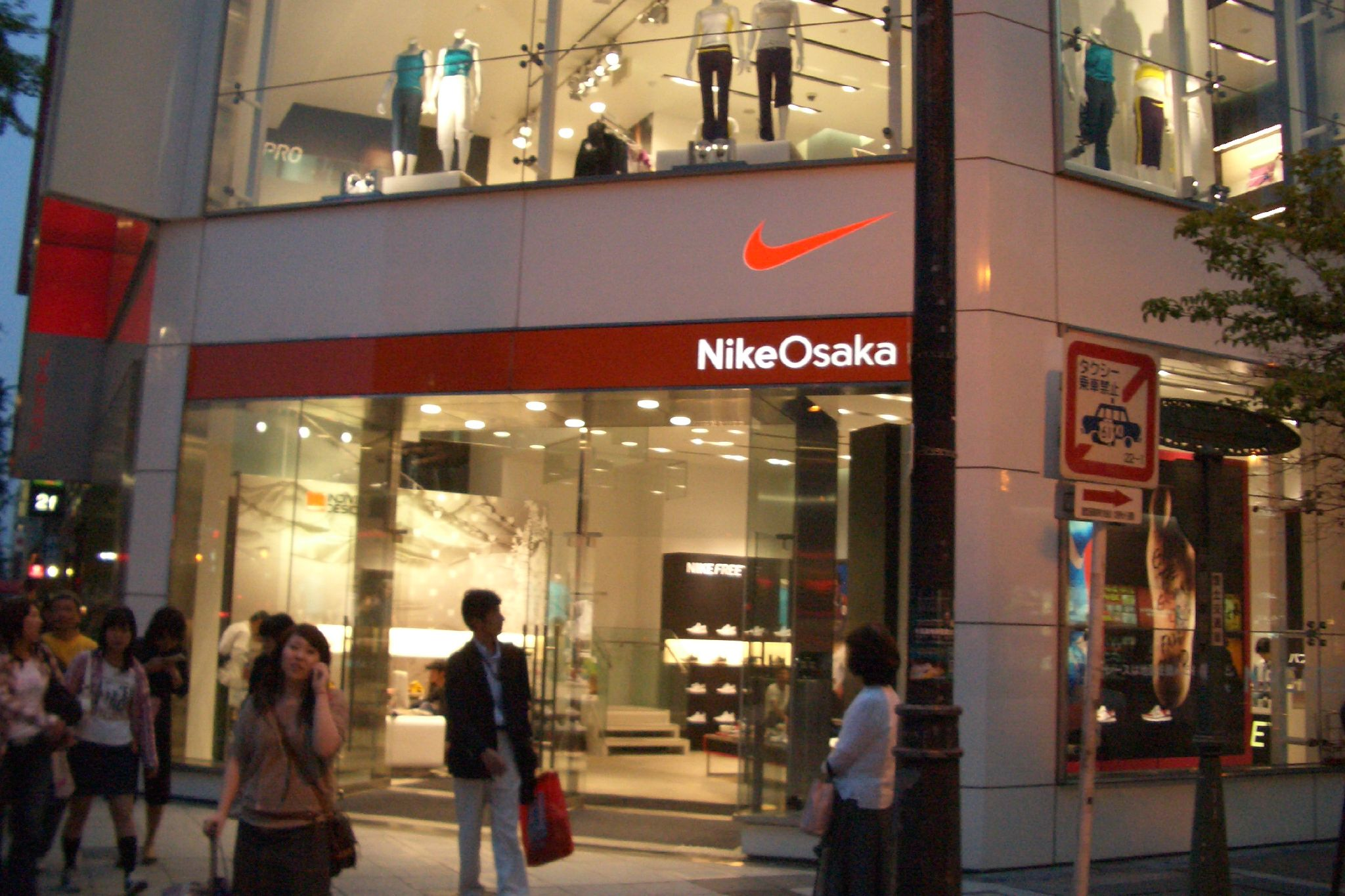
Vista d'una botiga Nike a Osaka, Japó.

Entrats els 70, Nike trenca relacions amb Onitsuka i es decideix a llançar la seva línia de calçats en solitari. Knight desenvolupa l'estratègia de màrqueting i col·loca a un representant de la firma que es desplaça pels equips i universitats. La marca guanya en popularitat i comença a comercialitzar altres materials esportius com samarretes i bosses. Junts, Nike i Wieden + Kennedy han creat impressió i anuncis de televisió. Wieden + Kennedy segueix sent l'agència de publicitat principal de Nike. Va ser cofundador de l'agència Dan Wieden, qui va encunyar el lema ara famós "Just Do It" per a una campanya publicitària de Nike 1988, que va ser escollida per Advertising Age com una de les consignes d'avisos cinc principals del segle 20 i que està consagrat en el Smithsonian Institution. Walt Stack va aparèixer en el primer anunci de Nike "Just Do It", que es va estrenar l'1 de juliol de 1988. Wieden atribueix la inspiració per al lema de "Només fes-ho", les últimes paraules pronunciades per Gary Gilmore abans de ser executat. Al llarg de la dècada del 1980, Nike amplia la seva línia de productes per abastar molts esports i regions de tot el món.

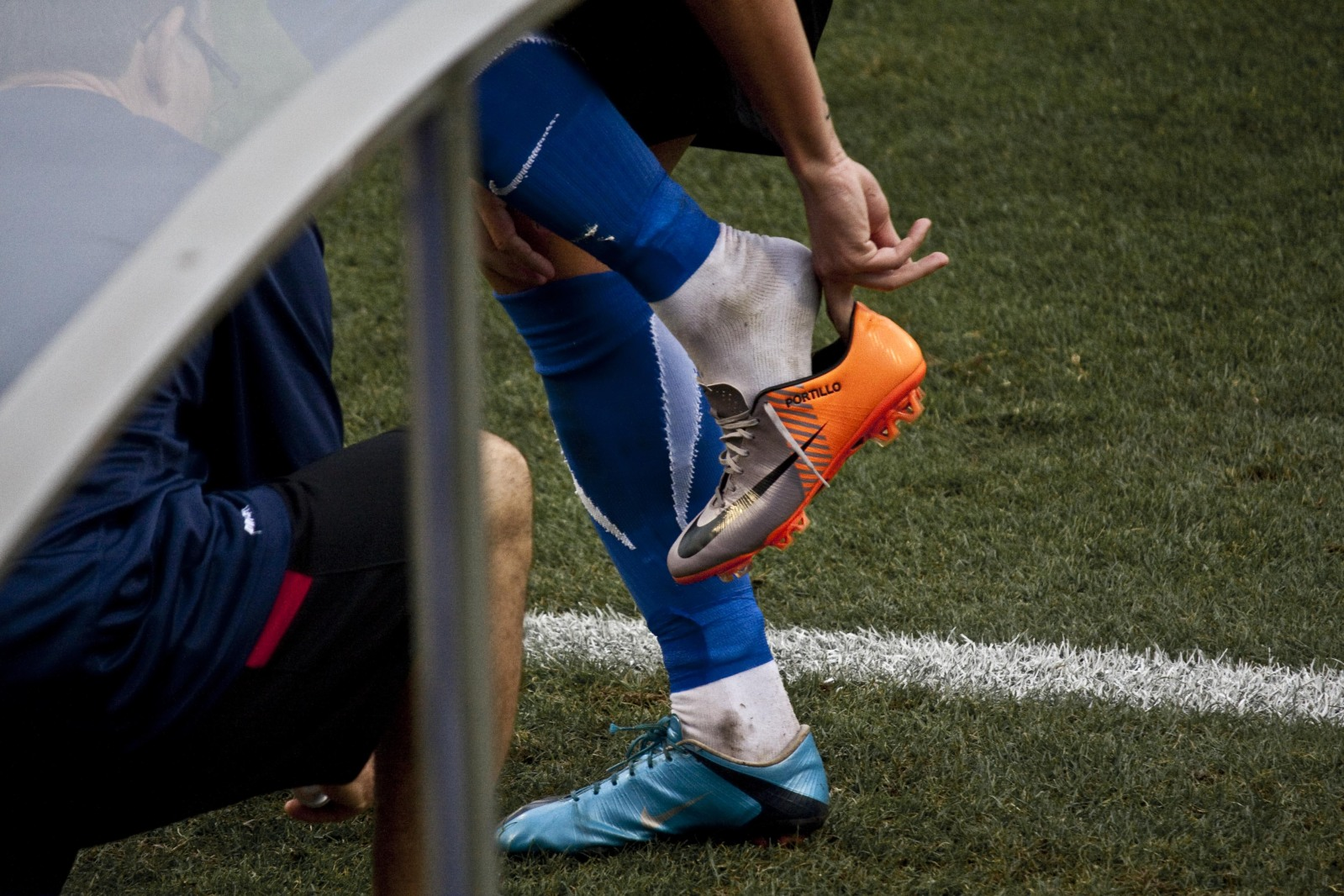
Sabates de futbol nike

A principis dels anys 80 es popularitzava als Estats Units l'ús del calçat esportiu per a l'ús diari i això juntament amb les estratègies de patrocini fa que Nike arribi a les llars nord-americanes de forma massiva. A mitjans dels 80, l'empresa travessa una crisi de la mà del seu competidor Reebok, aquesta es superarà gràcies a la contractació en 1985 d'un jugador de bàsquet desconegut llavors anomenat Michael Jordan que portarà a la marca a cotes de mercat inèdites fins a la data. En aquest lustre és quan es va crear l'eslògan publicitari més conegut de la marca, «Just Do It», reconegut fins i tot com marca autònoma en molts àmbits. En els últims anys, ha desplaçat el focus del seu negoci des de la producció, que actualment va a càrrec d'empreses externes, a la imatge de marca, com a símbol de l'esperit de l'esport i l'auto-superació.

### Evolució del logotip
- 1964–71
- 1971–78
- 1978–95 [note2 1]
- 1995–present

Notes
1. ↑  Aquest logotip encara s’utilitza en alguns productes retro amb caixes vermelles

## Patrocinadors futbolístics
Europa

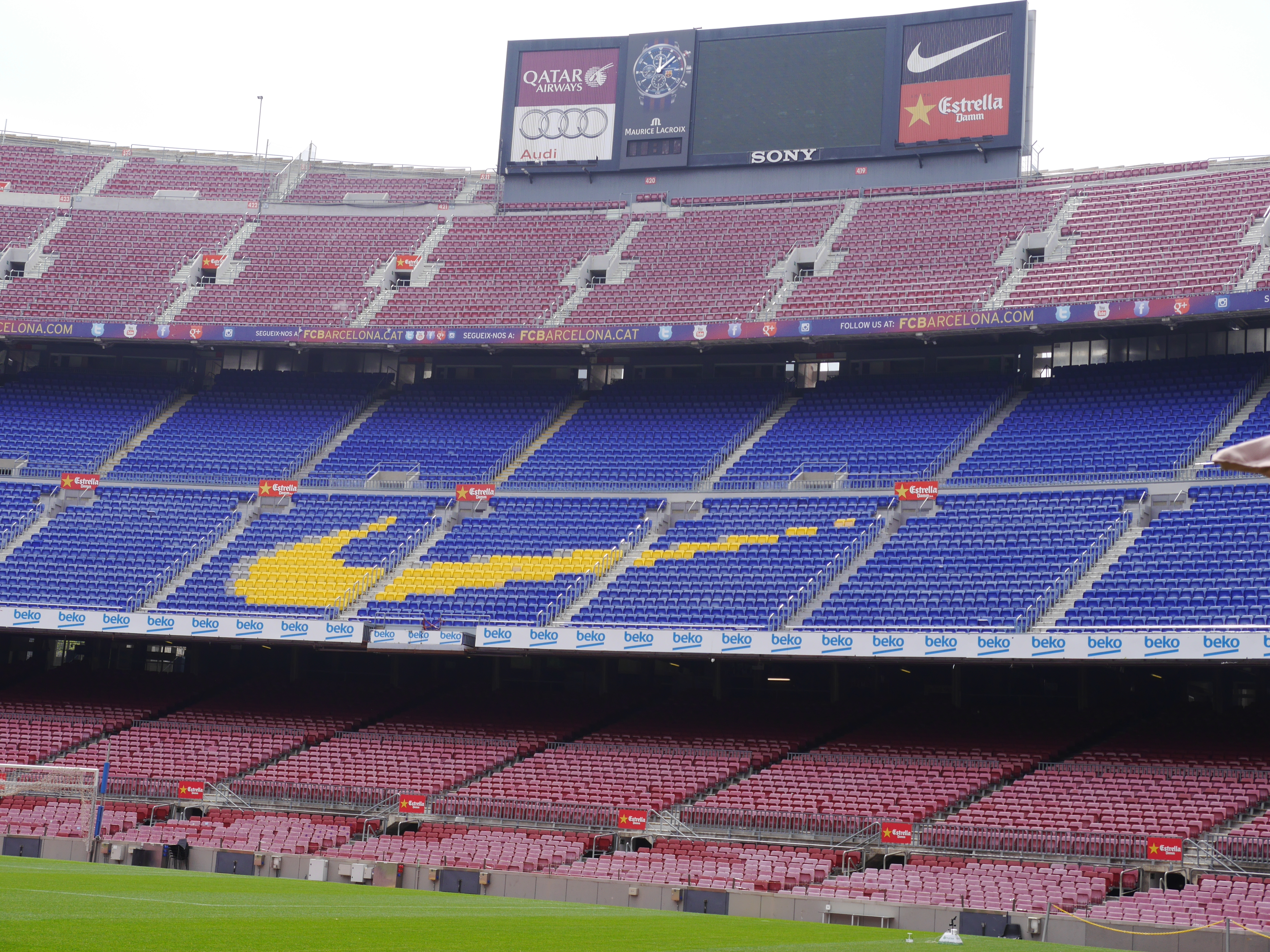
Logotip de nike a les graderies de el camp nou

- Alemanya: FC Augsburg, SC Friburg, FSV Mainz 05, Hertha Berliner Sport Club, Dynamo Dresden, Eintracht Braunschweig, Eintracht Frankfurt, FC Erzgebirge Aue, MSV Duisburg, VfL Bochum, Werder Bremen, Darmstdat 98
- Bèlgica: Club Bruixes
- Països catalans: Futbol Club Barcelona,[6] Llevant Unió Esportiva, Hèrcules d'Alacant, Esportiu Eldense, FC Andorra
- Espanya: Atlètic de Madrid, Racing de Ferrol, Athletic Club, UCAM Múrcia Club de Futbol, Unió Esportiva Almeria, Màlaga C.F, CD Badajoz 1905, FC Barcelona, Granada CF
- Anglaterra: Blackburn Rovers, Bradford City FC, Charlton Athletic, Queens Park Rangers FC, Southend United, FC Twente, SBV Vitesse
- Itàlia:Inter de Milà, Hellas Verona FC, Associazione Sportiva Roma, Atalanta B.C.,
- Portugal: Vitória de Guimaraes
- França: Paris Saint Germain FC, Montpeller Hérault Sport Club, Lille OSC, Monaco Football Club, FC Metz, SM Cauen
- Rússia: Spartak Moscou, FC Zenit Sant Petersburg, FC Anzhi Makhatxkalà
- Suïssa: FC Zurich
- Turquia: Galatasaray Spor Kulübü, Trabzonspor
- Ucraïna: FC Xakhtar Donetsk, FC Dniprò

Amèrica

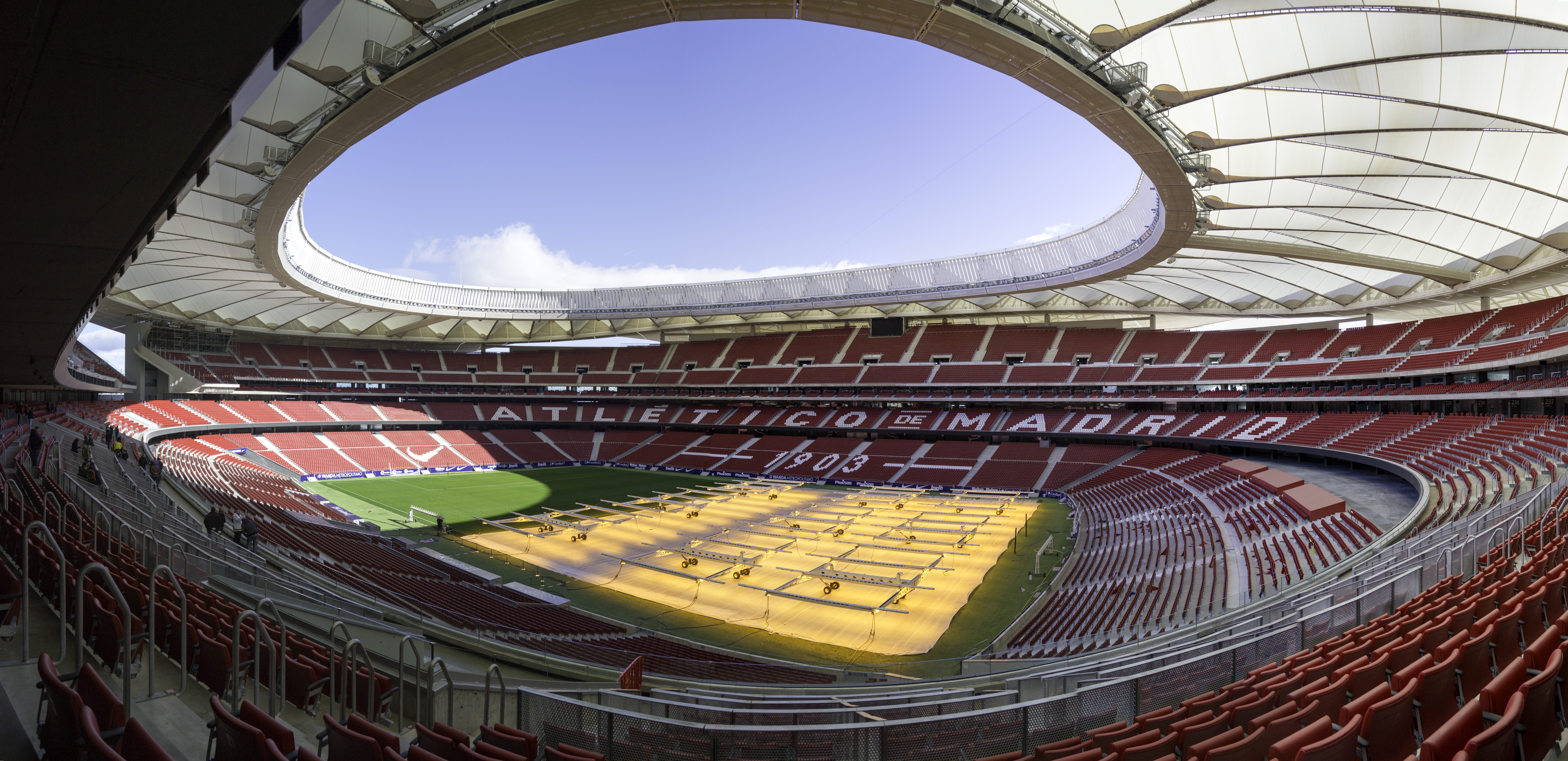
Patrocini Nike al Wanda Metropolitano

- Argentina: Club Atlètic Rosario Central, Sant Llorenç
- Brasil: Coritiba FC, Santos FC, Sport Club Corinthians Paulista, SC Internacional
- Colòmbia: Club Atlètic Nacional
- Mèxic: Club Amèrica, Club Universitat Nacional, Club de Futbol Pachuca
- Paraguai: Club Llibertat i Club Cerro Porteño
- Perú: Club Aliança Lima

Àsia
- Xina: Beijing Guoan, Changchun Yatai, Dalian Aerbin, Guangzhou Evergrande, Guangzhou R & F, Guizhou Renhe, Hangzhou Greentown, Jiangsu Sainty, Liaoning FC, Shandong Luneng, Shanghai Shenhua, Shanghai Shenxin, Xangai East Asia, Tianjin Teda

### Seleccions nacionals
Austràlia, Belize, Brasil, Xile, República Popular Xinesa, Corea del Sud, Croàcia, Eslovènia, Estats Units, Estònia, Finlàndia, França, Grècia, Hong Kong, Índia, Indonèsia, Anglaterra, Malàisia, Nigèria, Noruega, Nova Zelanda, Països Baixos, Polònia, Portugal, Singapur, Sud-àfrica, French Polinesia, Tahití, Timor Oriental, Turquia, Vanuatu, Vietnam, Zàmbia.